# کتابخانه عمومی بوستون

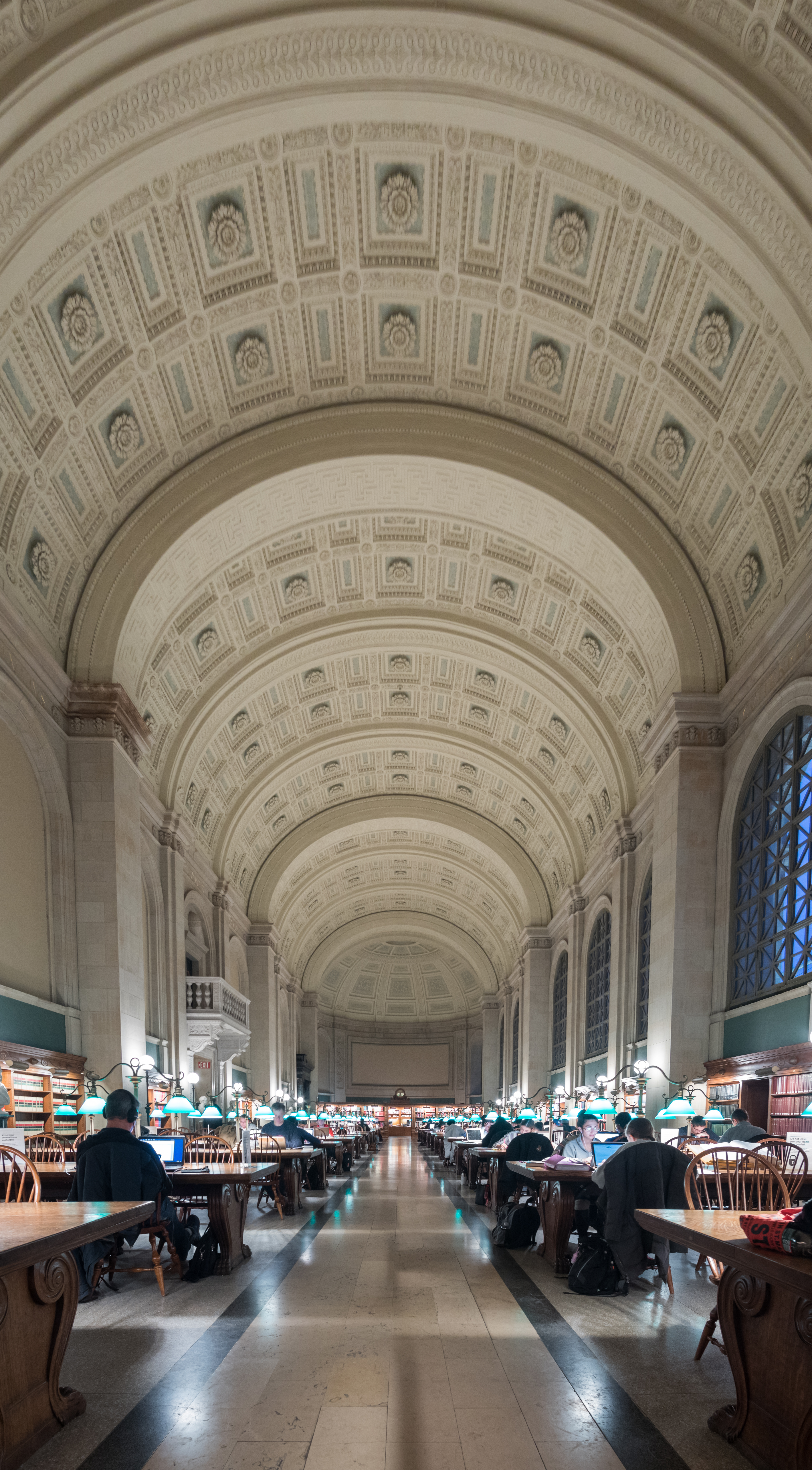

کتابخانه عمومی بوستون (به انگلیسی: Boston Public Library) تأسیس ۱۸۴۸ نام یک سامانه کتابخانه‌ای بزرگ در ایالات متحده آمریکا است. این مؤسسه در بوستون قرار دارد.
سیستم کتابخانه این مؤسسه با بیش از ۲۳٬۵۹۵٬۸۹۵ عنوان کتاب در زمره بزرگ‌ترین مراکز کتابخانه‌ای کشور آمریکا محسوب می‌شود.
این یک کتابخانه عمومی بوستون است، به این معنی که همه ساکنان بزرگسال این ایالت از امتیازات امانت گرفتن و تحقیق برخوردار هستند و کتابخانه بودجه دولتی دریافت می‌کند. کتابخانه عمومی بوستون شامل تقریباً ۲۴ میلیون آیتم است، که آن را به سومین کتابخانه عمومی بزرگ در ایالات متحده پس از کتابخانه فدرال کنگره و کتابخانه عمومی نیویورک تبدیل می‌کند که به صورت خصوصی نیز وقف شده‌است. در سال ۲۰۱۴، این کتابخانه بیش از ۱۰۰۰۰ برنامه را برگزار کرد که همگی برای عموم رایگان بودند و ۳٫۷ میلیون سند به امانت دادند. این ساختمان در سال ۲۰۰۰ توسط کمیسیون نشانه‌های بوستون به عنوان یک مکان دیدنی بوستون تعیین شد.

## تاریخچه
در اواسط قرن نوزدهم، چندین نفر در تأسیس کتابخانه عمومی بوستون نقش اساسی داشتند. جورج تیکنور، استاد دانشگاه هاروارد و متولی آتنائوم بوستون، تأسیس یک کتابخانه عمومی در بوستون را در اوایل سال ۱۸۲۶ پیشنهاد کرد. در آن زمان، تیکنور نمی‌توانست علاقه کافی ایجاد کند.
در سال ۱۸۳۹، الکساندر واتمار، یک بشردوست فرانسوی، پیشنهاد کرد که همه کتابخانه‌های بوستون در یک مؤسسه به نفع عموم ترکیب شوند. این ایده به بسیاری از کتابخانه‌های بوستون ارائه شد، با این حال، اکثر آنها علاقه ای به این ایده نداشتند. به اصرار واتماره، پاریس در سال‌های ۱۸۴۳ و ۱۸۴۷ هدایایی از کتاب‌ها را برای کمک به ایجاد یک کتابخانه عمومی یکپارچه فرستاد. Vattemare یک هدیه دیگر از کتاب در سال ۱۸۴۹ ارائه کرد.
جوزیا کوئینسی جونیور به‌طور ناشناس ۵۰۰۰ دلار برای شروع تأمین مالی یک کتابخانه جدید اهدا کرد. کوئینسی زمانی که شهردار بوستون بود این کمک مالی را انجام داد. به‌طور غیرمستقیم، جان جیکوب آستور، تاجر و بشردوست نیز بر تأسیس یک کتابخانه عمومی در بوستون تأثیر گذاشت. آستور در زمان مرگش ۴۰۰۰۰۰ دلار به نیویورک وصیت کرد تا یک کتابخانه عمومی در آنجا تأسیس کند. به دلیل رقابت فرهنگی و اقتصادی بین بوستون و نیویورک، این وصیت باعث بحث بیشتر در مورد تأسیس یک کتابخانه عمومی در بوستون شد. در سال ۱۸۴۸، اساسنامه دادگاه بزرگ و عمومی ماساچوست، امکان ایجاد کتابخانه را فراهم کرد. این کتابخانه به‌طور رسمی در بوستون توسط یک فرمان شهری در سال ۱۸۵۲ تأسیس شد. شهردار بنجامین سیور به شورای شهر توصیه کرد که یک کتابدار تعیین شود. در ماه مه ۱۸۵۲ شورای شهر توصیه‌های شهردار را پذیرفت و ادوارد کپن به عنوان اولین کتابدار کتابخانه عمومی بوستون انتخاب شد.

## نگارخانه

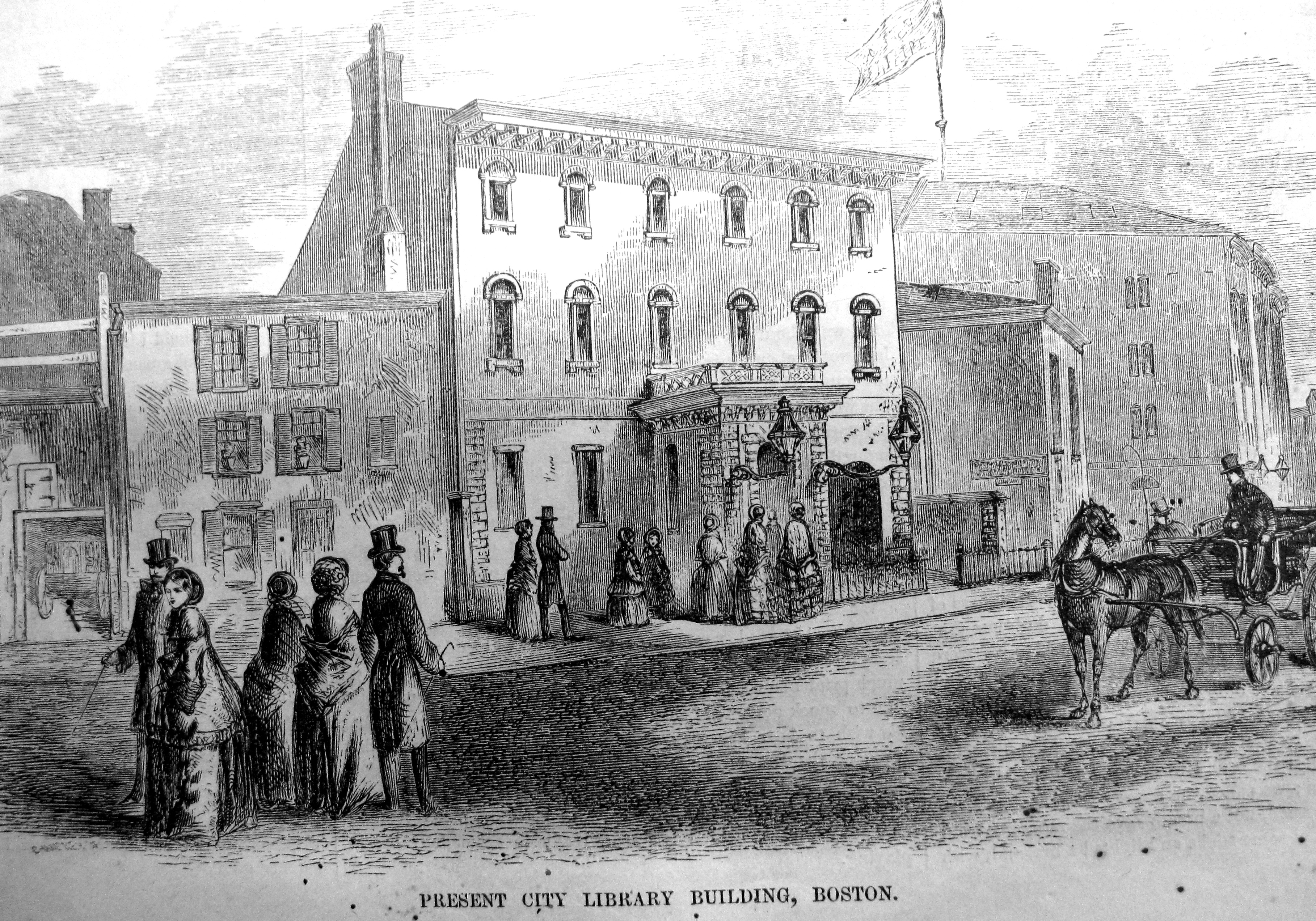
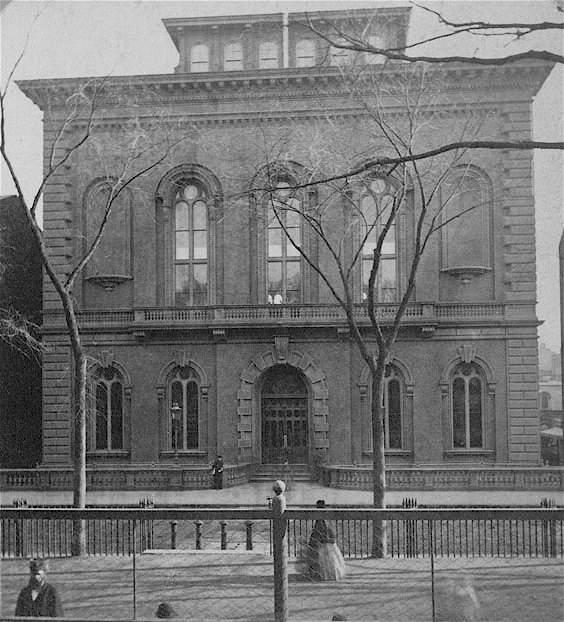
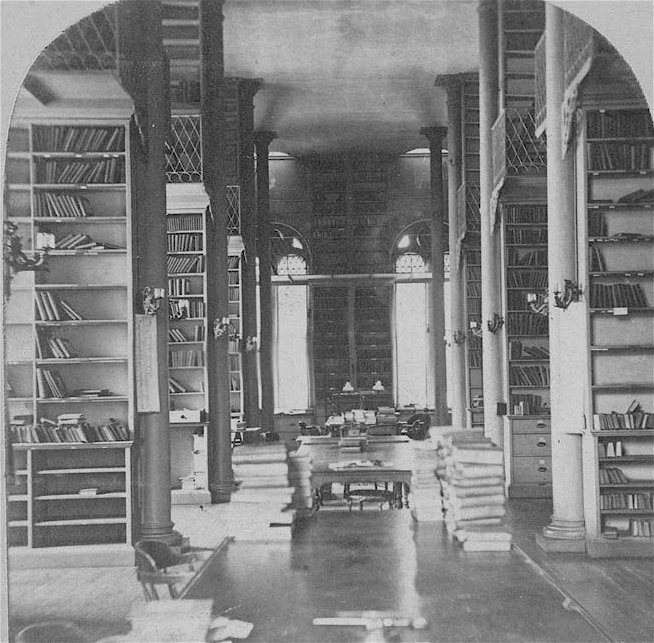
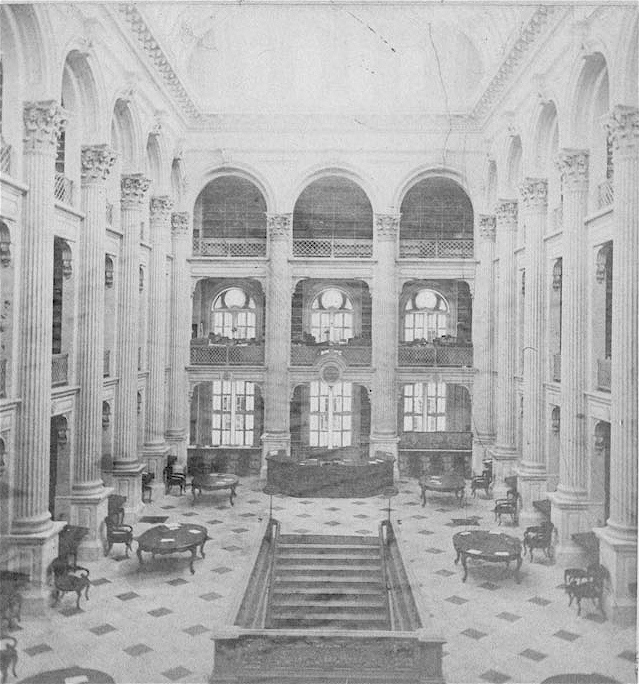
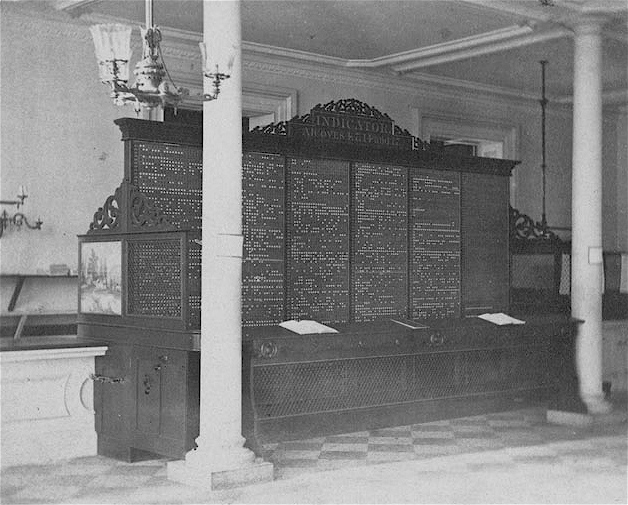
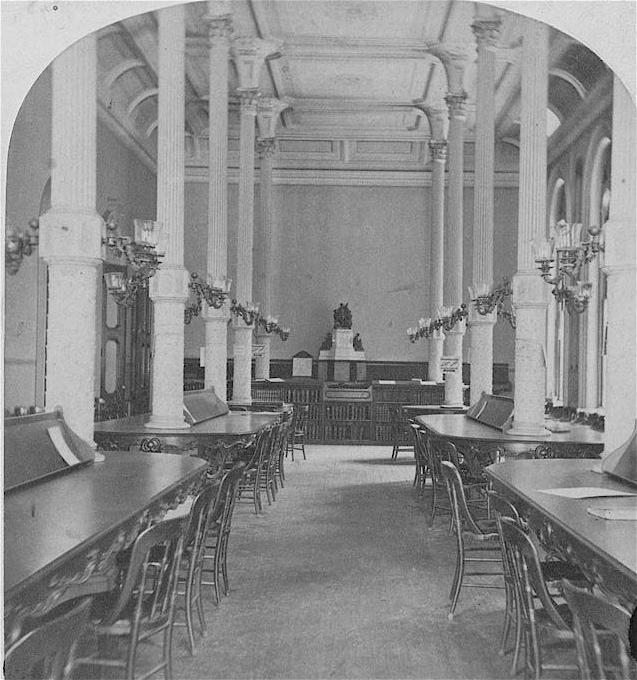
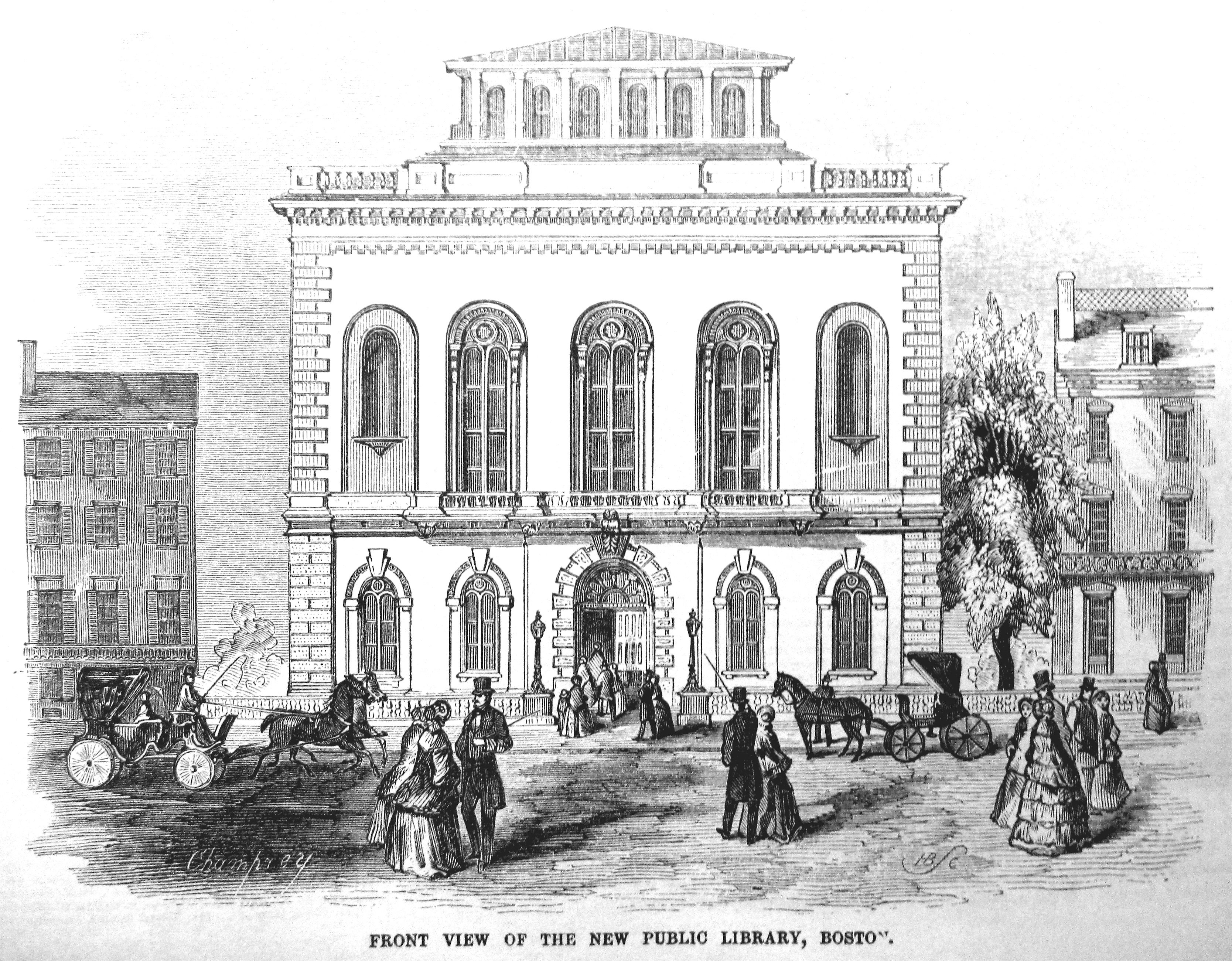